# Andrij Olehovics Medvegyev
Andrij Olehovics Medvegyev (ukránul: Андрі́й Оле́гович Медве́дєв; Kijev, 1974. augusztus 31.) ukrán hivatásos teniszező.
Legjobb eredményeit salakos tornákon érte el: 1999-ben bejutott a Roland Garros döntőjébe, ahol Andre Agassitól kapott ki, úgy, hogy az első két szettet megnyerte. A Hamburg Mastersen háromszor, a Monte Carlo Mastersen egyszer tudott diadalmaskodni, összesen 11 ATP-tornát nyert meg.

## Grand Slam-döntői

### Elvesztett döntői (1)
| Év   | Helyszín      | Ellenfél a döntőben | Eredmény a döntőben     |
| ---- | ------------- | ------------------- | ----------------------- |
| 1999 | Roland Garros | Andre Agassi        | 1–6, 2–6, 6–4, 6–3, 6–4 |

## ATP-döntői

### Egyéni

#### Győzelmei (11)
| Tornagyőzelmek (Egyéni) |
| Grand Slam (0)          |
| Tennis Masters Cup (0)  |
| ATP Masters Series (4)  |
| ATP Tour (7)            |

| No. | Dátum                | Helyszín                               | Borítás | Ellenfél a döntőben    | Eredmény a döntőben        |
| 1.  | 1992. június 21.     | Genova, Olaszország                    | Salak   | Guillermo Pérez-Roldán | 6–3, 6–4                   |
| 2.  | 1992. július 19.     | Stuttgart, Németország                 | Salak   | Wayne Ferreira         | 6–1, 6–4, 6–7(5), 2–6, 6–1 |
| 3.  | 1992. szeptember 20. | Bordeaux, Franciaország                | Salak   | Sergi Bruguera         | 6–3, 1–6, 6–2              |
| 4.  | 1993. április 4.     | Estoril, Portugália                    | Salak   | Karel Nováček          | 6–4, 6–2                   |
| 5.  | 1993. április 11.    | Barcelona, Spanyolország               | Salak   | Sergi Bruguera         | 6–7(7), 6–3, 7–5, 6–4      |
| 6.  | 1993. augusztus 22.  | New Haven, Amerikai Egyesült Államok   | Kemény  | Petr Korda             | 7–5, 6–4                   |
| 7.  | 1994. április 24.    | Monte Carlo, Monaco                    | Salak   | Sergi Bruguera         | 7–5, 6–1, 6–3              |
| 8.  | 1994. május 8.       | Hamburg, Németország                   | Salak   | Jevgenyij Kafelnyikov  | 6–4, 6–4, 3–6, 6–3         |
| 9.  | 1995. május 14.      | Hamburg, Németország                   | Salak   | Goran Ivanišević       | 6–3, 6–2, 6–1              |
| 10. | 1996. augusztus 25.  | Long Island, Amerikai Egyesült Államok | Kemény  | Martin Damm            | 7–5, 6–3                   |
| 11. | 1997. május 11.      | Hamburg, Németország                   | Salak   | Félix Mantilla         | 6–0, 6–4, 6–2              |

#### Elvesztett döntői (7)
| No. | Dátum              | Helyszín                             | Borítás     | Ellenfél a döntőben | Eredmény a döntőben     |
| 1.  | 1993. június 20.   | Halle, Németország                   | Fű          | Henri Leconte       | 6–2, 6–3                |
| 2.  | 1993. november 7.  | Párizs, Franciaország                | Szőnyeg (f) | Goran Ivanišević    | 6–4, 6–2, 7–6(2)        |
| 3.  | 1994. április 3.   | Estoril, Portugália                  | Salak       | Carlos Costa        | 4–6, 7–5, 6–4           |
| 4.  | 1994. augusztus 7. | Prága, Csehország                    | Salak       | Sergi Bruguera      | 6–3, 6–4                |
| 5.  | 1996. július 14.   | Båstad, Svédország                   | Salak       | Magnus Gustafsson   | 6–1, 6–3                |
| 6.  | 1998. július 12.   | Båstad, Svédország                   | Salak       | Magnus Gustafsson   | 6–2, 6–3                |
| 7.  | 1999. június 6.    | Roland Garros, Párizs, Franciaország | Salak       | Andre Agassi        | 1–6, 2–6, 6–4, 6–3, 6–4 |

### Páros

#### Elvesztett döntői (1)
| No. | Dátum              | Helyszín             | Borítás     | Partner      | Ellenfelei a döntőben           | Eredmény a döntőben |
| 1.  | 1999. november 14. | Moszkva, Oroszország | Szőnyeg (f) | Marat Szafin | Justin Gimelstob / Daniel Vacek | 6–2, 6–1            |